# Barra Point
Barra Point – przylądek w Gambii, w pobliżu miasta Barra u rozległego estuarium rzeki Gambia (na północnym brzegu). W 1826 roku powstała tu brytyjska fortyfikacja Fort Bullen. Miała ona, wspólnie z garnizonem w Bathrust na St. Mary’s Island po drugiej stronie rzeki (obecnie znajduje się tam miasto Bandżul), pomóc Brytyjczykom w przejęciu kontroli nad ujściem. Brytyjczycy chcieli w ten sposób, po zniesieniu u siebie niewolnictwa, uniemożliwić również innym krajom wywóz niewolników z tej części świata. Od 2003 roku ruiny fortu wpisane są wspólnie z Wyspą James, Albredą i kilkoma innymi fortyfikacjami w Gambii na listę światowego dziedzictwa UNESCO.